# Portus
Portus désignait généralement autrefois un port.
C'est un mot d'origine latine qui sera utilisé en Europe surtout à l'époque carolingienne avec plusieurs sens possibles (sept au total selon JF. Niermeyer).

## Sens du terme
Portus chez les auteurs anciens peut désigner:
- un port ou un quai, situé sur le littoral maritime, sur les berges d'un lac ou sur un cours d'eau, et destiné à accueillir des bateaux et navires[1]; le mot peut aussi par extension désigner la ville entière ;
- comme nom propre - en tant que toponyme, le port de Claude et de Trajan (empereurs Romains) aménagé à côté d'Ostie en Italie;
- un bac[1] ;
- une taxe (redevance) de passage (pont, gué, bac)[1] ;
- un entrepôt ou magasin de marchandises[1] ;
- une baie, un golfe, un estuaire où les bateaux pouvaient accoster ou trouver abri[1] ;
- et enfin un col ou défilé[1].

## Sens administratif au Moyen Âge
Au moyen-âge, le terme désigne aussi une colonie marchande ou une agglomération commerciale située sur un fleuve. Le terme portus est alors associé aux mots civitas, vicus, castellum ou trejectus qui précisent le statut de la ville. 
Le terme figure, mais assez rarement sur diverses monnaies locales mérovingiennes (3 exemples) puis (moins rarement) carolingiennes avant de disparaitre des monnaies au Moyen Âge employé seule (monnaie de Valenciennes) ou accompagné du mot civitas (Tournai) ou vicus (Maastricht).
Portus est souvent associé comme un préfixe au nom d'une ville construite dans une vallée au bord d'une rivière ou d'un fleuve navigable. « Dans cette acception, le terme aurait été mentionné pour la première fois dans un diplôme mérovingien antérieur à 651 ». Dans le Hainaut on parle de portus pour Huy et Dinant en 862, pour Gand vers 865, pour Namur en 868, pour Valenciennes en 865 et enfin pour Tournai, Ename et Anvers au début du XIe siècle. L'époque carolingienne cite plus au sud  les portus de Rouen, d’Amiens, ou plus à l'est ceux de Maastricht et Quentovic ou Dorestad, sources de taxes (tonlieux) pour Charlemagne, puis Louis le Pieux et cités dans les capitulaires royaux.
Portus est alors utilisé dans un contexte économique ou fiscal impliquant un octroi, un droit de perception ou une dispense de tonlieu.... Le mot est fréquemment utilisé sous cette acception aux IXe et Xe siècles et aurait donné en ancien néerlandais « Poorter, l'habitant d'une ville, telle Bruges par exemple, qui en avait acquis la citoyenneté (poorterschap) ».